# Mikroregion Bom Jesus da Lapa

Mikroregion Bom Jesus da Lapa

Mikroregion Bom Jesus da Lapa – mikroregion w brazylijskim stanie Bahia należący do mezoregionu Vale São-Franciscano da Bahia. Ma powierzchnię 10.313,59530 km²

## Gminy
- Bom Jesus da Lapa
- Carinhanha
- Feira da Mata
- Paratinga
- Serra do Ramalho
- Sítio do Mato